# Jean-Robert Argand
Jean-Robert Argand (Ginevra, 18 luglio 1768 – Parigi, 13 agosto 1822) è stato un matematico svizzero non professionista.
Nel 1806, mentre era il gestore di una libreria a Parigi, pubblicò a proprie spese un libro in cui veniva esposta l'idea dell'interpretazione geometrica dei numeri complessi.
Grazie a questo studio a lui e a Carl Friedrich Gauss è stato intitolato il piano di Argand-Gauss (Piano complesso), grafico che rappresenta in ascissa la parte reale del numero complesso e in ordinata la parte immaginaria, trasformando in questo modo un numero complesso in un vettore.
Tra i suoi contributi occorre anche ricordare una dimostrazione (non completamente corretta) del Teorema fondamentale dell'algebra; Argand sembra essere stato il primo a trattare il caso in cui i coefficienti possono anche essere numeri complessi.